# Попеншиці
Попеншиці (пол. Popęszyce, нім. Poppschütz) — село в Польщі, у гміні Нове Мястечко Новосольського повіту Любуського воєводства.
Населення — 366 осіб (2011).
У 1975-1998 роках село належало до Зеленогурського воєводства.

## Демографія
Демографічна структура станом на 31 березня 2011 року:
|          | Загалом | Допрацездатний вік | Працездатний вік | Постпрацездатний вік |
| -------- | ------- | ------------------ | ---------------- | -------------------- |
| Чоловіки | 193     | 46                 | 129              | 18                   |
| Жінки    | 173     | 36                 | 106              | 31                   |
| Разом    | 366     | 82                 | 235              | 49                   |